# Amantea
Amantea é uma comuna italiana da região da Calábria, província de Cosenza, com cerca de 13.257 habitantes. Estende-se por uma área de 28 km², tendo uma densidade populacional de 473 hab/km². Faz fronteira com Belmonte Calabro, Cleto, Nocera Terinese (CZ), San Pietro in Amantea, Serra d'Aiello.

## Demografia
| Variação demográfica do município entre 1861 e 2011                               |
|                                                                                   |
| Fonte: Istituto Nazionale di Statistica (ISTAT) - Elaboração gráfica da Wikipedia |